# Matej Franjo Krtica
Matej Franjo Krtica (Rijeka, 22. rujna 1726. – Đakovo, 31. svibnja 1805.), je bio prvi biskup ujedinjene Bosansko-srijemske biskupije sa sjedištem u Đakovu (1773. – 1805.).

## Životopis
Matej Franjo Krtica rodio se 22. rujna 1726. godine u Rijeci. U rodnom gradu završava srednju školu i filozofsko-teološki studij. Za svećenika je zaređen 28. rujna 1749. godine. U Padovi je 1757. godine doktorirao bogoslovlje. Od 1753. godine u Pečuhu predaje dogmatiku na bogoslovnom učilištu. Imenovan je 1762. godine kanonikom. 22. ožujka 1773. je izabran za novog biskupa te 20. prosinca iste godine i potvrđen. Konačno je 27. veljače 1774. zaređen za prvog biskupa sjedinjenih biskupija Bosanske i Srijemske. Glavni konsekrator bio je pečuški biskup Đuro Klimó. Matej Franjo je 1790. godine bio glavni konsekrator na ređenju Miklósa Milassina za stolnobiogradskog biskupa.
Za vrijeme njegovog upravljanja biskupijom, godine 1776. je prošireno područje crkvene vlasti na Osijek i Petrovaradin, a nakon odredbe pape Pija VI., njegovoj biskupiji priključeno je još 10 župa iz Zagrebačke i 20 župa iz Pečuške biskupije.
Dao je sagraditi brojne crkve i kapele, a osnovao je i župe u Vrbici, 
Drenju, Klakaru i Levanjskoj Varoši. U Levanjskoj Varoši je dao obnoviti crkvu sv. Antuna Padovanskog, kako i stoji uklesano na kamenoj ploči iznad portala. Godine 1793. dao je u Vrbici sagraditi današnju crkvu Pohođenja Blažene Djevice Marije i prostrani župni ured. Jedno od njegovih važnijih graditeljskih pothvata bilo je i otvaranje Gradskog groblja u Đakovu, koje je zamijenilo dotadašnje groblje oko nekadašnje kapele sv. Roka. Za vrijeme biskupovanja napravio je 11 kanonskih vizitacija srijemskih župa. Godine 1803. Ugarsko kraljevsko namjesničko vijeće je predložilo da franjevci prepuste svoj samostan u Đakovu biskupu za sjemenište, a da se franjevci u zamjenu ponovno vrate u Brod. Ipak biskup je odlučio podići novu zgradu, a radovi su započeli u proljeće 1805. godine.
U Beču je 1761. godine u latinskom prijevodu objavio djelo talijanskog povjesničara Ludovica Antonija Muratorija (tal. "Della regolata divozion de' cristiani"). Hrvatski provjetiteljski prozaik, Matija Antun Relković, posvetio mu je djelo "Institutio elementarum iuris naturalis".
Matej Franjo Krtica umro je 31. svibnja 1805. godine u 79. godini života i 33. godini biskupovanja.